# Parade nuptiale aviaire

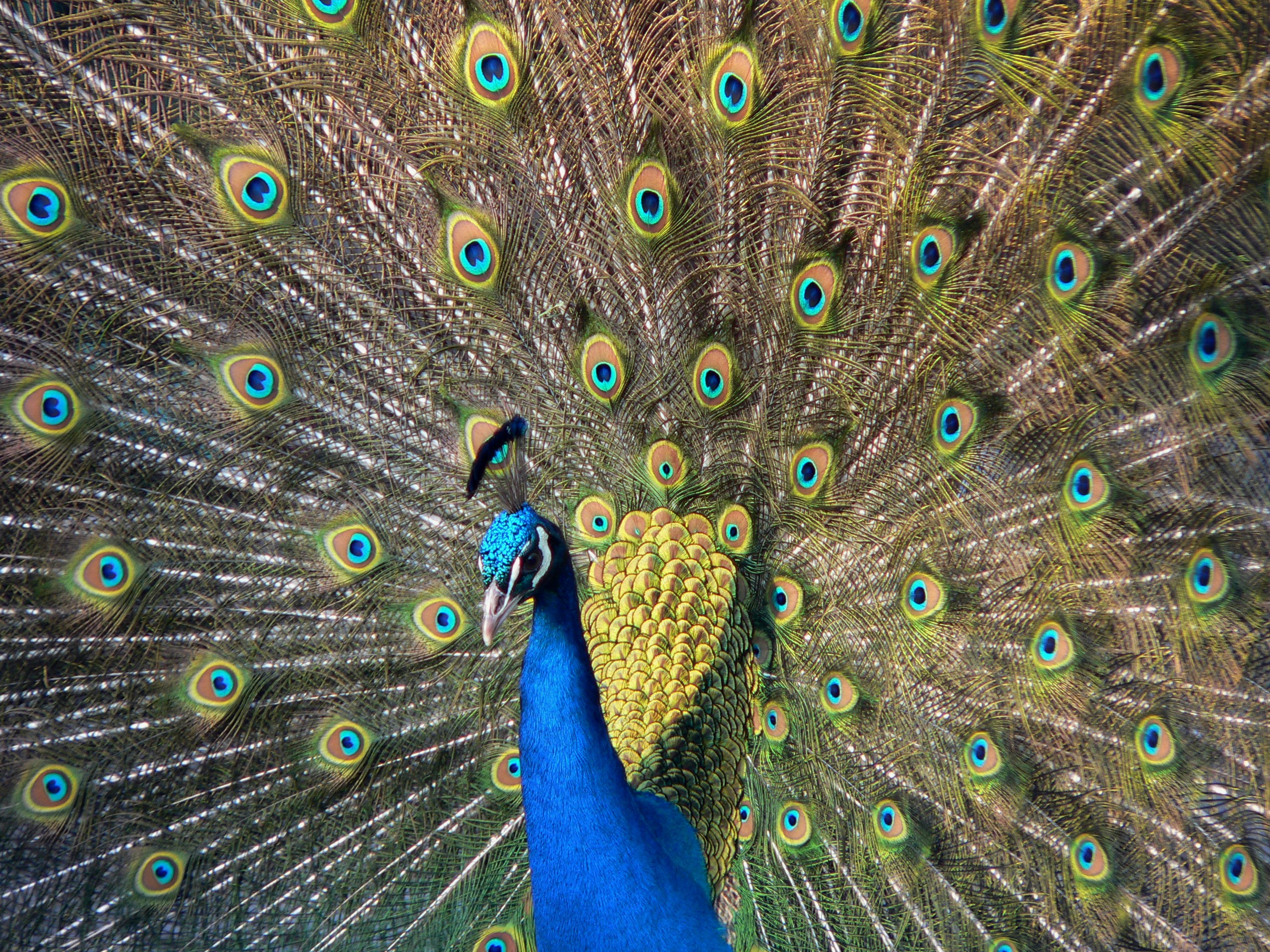
Le paon bleu parade en faisant la roue.

On appelle parade nuptiale aviaire l'ensemble des comportements ritualisés précédant la formation du couple chez les oiseaux. Les parades nuptiales chez cette classe d'animaux sont souvent particulièrement complexes.
Ces comportements, extrêmement variés, tiennent lieu de signes préparatoires à l'accouplement et jouent différents rôles. Ces signes peuvent se manifester de façon sonore (vocaux ou non) ou visuelle. Ils peuvent se manifester par des voltiges, des danses au sol, des mouvements particuliers du corps, une exhibition particulière du plumage. Chez certaines espèces, la parade nuptiale s'accompagne de modifications morphologiques ou anatomiques du corps qui constituent des caractères sexuels secondaires. Les manifestations de la parade nuptiale chez les oiseaux varient tellement qu'il n'est pas possible de faire ressortir de traits communs pour l'ensemble mis à part les trois principales fonctions qu'elle remplit :  
- La parade assure que ce sont des individus de la même espèce qui s'accoupleront. L'accouplement entre espèces différentes, lorsqu'il est fécond, produit souvent des hybrides stériles ou qui ont une capacité de survie et de reproduction moins élevées. Le mâle et la femelle se reconnaissent comme étant de la même espèce par les caractéristiques de leur parade.
- La parade indique le sexe, l'état de reproduction et le niveau de motivation sexuelle du partenaire.
- La parade stimule et synchronise le comportement reproducteur des partenaires. C'est probablement pour cette raison que des espèces comme la Sittelle à poitrine blanche et la Bernache du Canada, des espèces qui s'accouplent pour la vie, exécutent toujours une parade nuptiale avant de se reproduire[1].

Une méta-analyse montre que les oiseaux femelles investissent davantage dans la reproduction (en termes de taille et de nombre d'œufs ou de l'approvisionnement en nourriture) lorsque la parade est assurée par un mâle plus attractif mais cette stratégie reproductive est à nuancer, la femelle d'espèces pratiquant le soin biparental a tendance principalement à augmenter le nombre d'œufs, celle d'espèces dont seule la femelle prend soin des petits pond des œufs plus gros mais pas plus nombreux, ce qui reflète des coûts et bénéfices différents selon les contextes.
La parade nuptiale la plus communément observée est sans doute celle du pigeon biset, en ville dans les parcs urbains, au sol ou sur la corniche d'un édifice. Le mâle roucoule, le jabot gonflé, la queue étalée, en tournant sur lui-même et autour de la femelle, répétant les courbettes.  

## Utilisation de matériaux

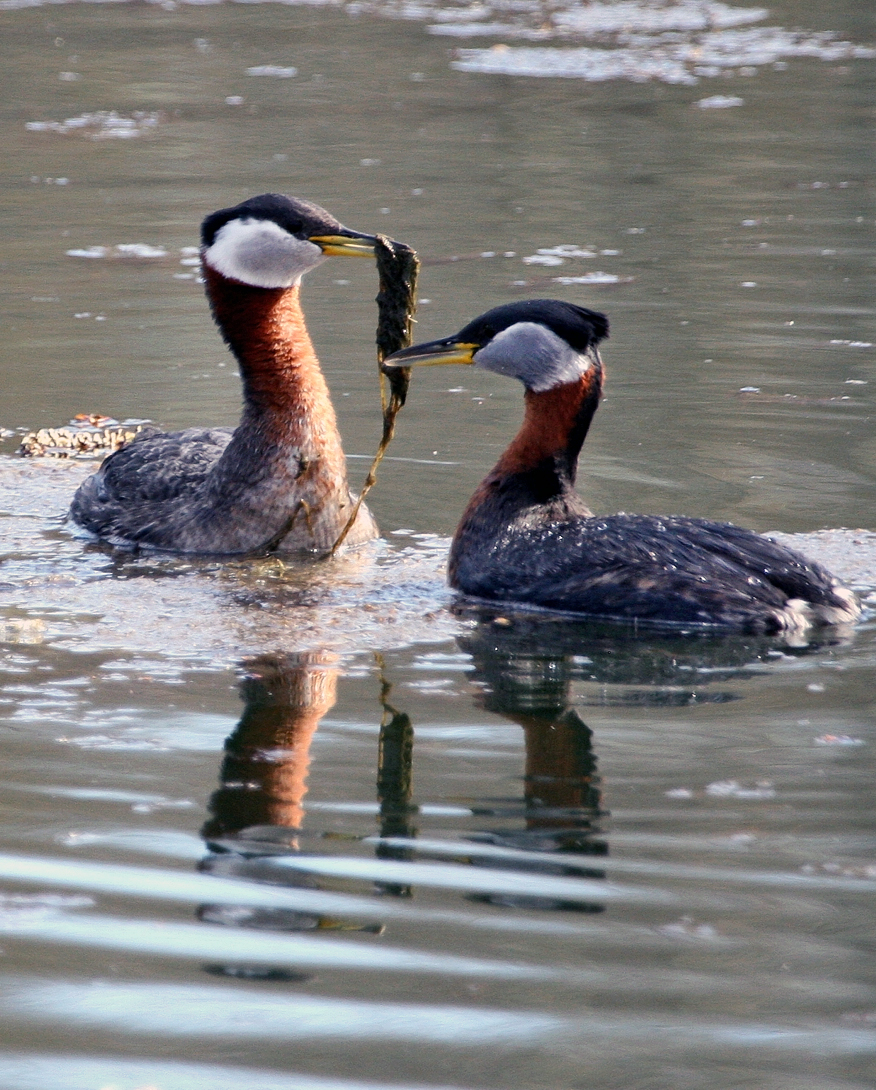
Deux grèbes jougris en pleine parade au moment de l'échange de matériaux.

Le Grèbe jougris est un exemple d'espèce dont la parade comporte une phase avec l'utilisation de matériaux. La parade de cette espèce débute sur les aires d'hivernages avant la migration. La parade, très élaborée, peut comporter jusqu'à sept étapes distinctes. L'échange de matériaux est une phase intermédiaire dans le processus de la parade. Les deux membres du couple plongent et reviennent à la surface avec des parcelles d'algues ou de matière végétale décomposée dans le bec. Après une courte danse, les deux oiseaux échappent leur prise dans l'eau et poursuivent leur cérémonie.

## Sons non vocaux

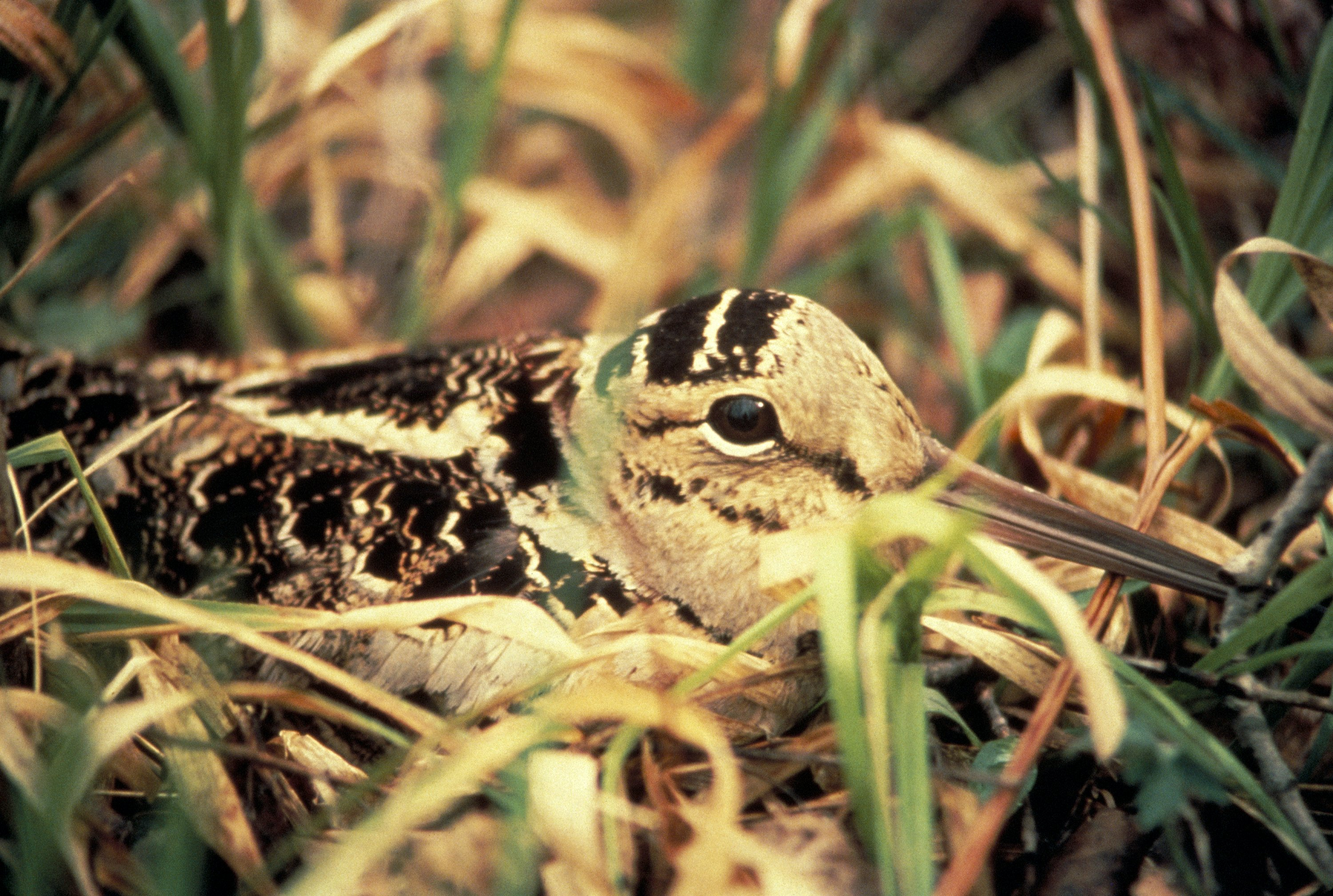
La Bécasse d'Amérique, une espèce discrète qui se distingue par sa parade nuptiale qu'elle exécute généralement à la nuit tombante.

La parade nuptiale de la Bécasse d'Amérique comprend une partie sonore non vocale. À l'aube, au crépuscule ou au clair de lune, le mâle de la Bécasse exécute une parade dont on distingue trois parties : l'une au sol et les deux autres au vol. Au sol, il émet, à intervalle régulier, un pînt vocal nasillard. Après un moment, il prend son envol et monte en suivant une large spirale en émettant piaillement aigu qui n'est pas vocal, mais émis par le sifflement de l'air dans les trois premières primaires de ses ailes. Ces plumes, plus étroites et plus raides que les autres, vibrent avec les battements d'ailes et produisent le bruit caractéristique. L'ascension se poursuit jusqu'à une hauteur d'environ 100 m, après quoi l'oiseau redescend en zigzaguant tout en émettant un gazouillement vocal aigu.

## Caractères sexuels secondaires

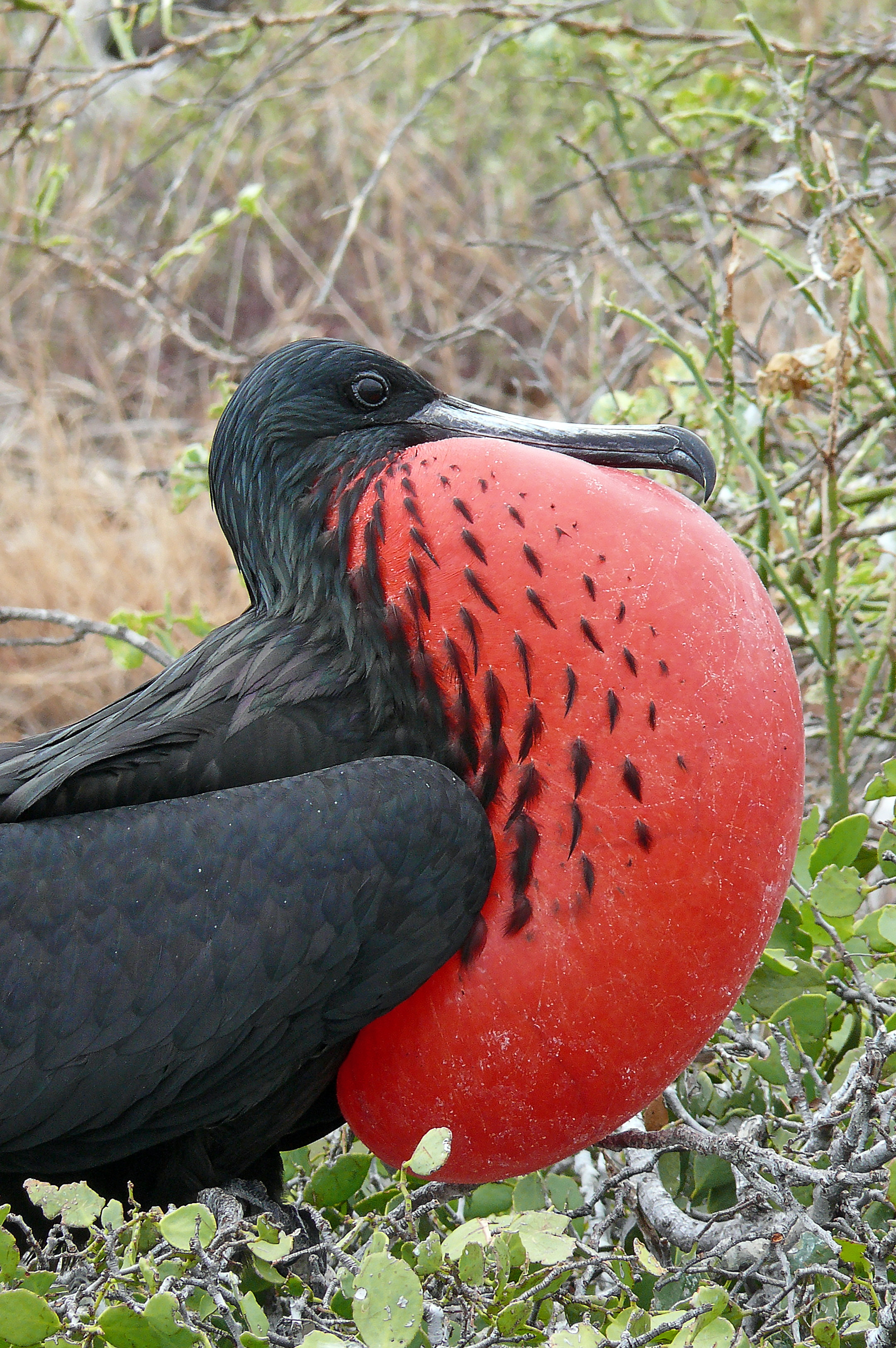
Une Frégate superbe en parade avec son sac gulaire gonflé.

Plusieurs espèces montrent des caractères sexuels secondaires lors de la parade nuptiale. La Frégate superbe en est un exemple. Cette espèce exécute sa parade dans un système de lek. Les mâles, au nombre de six à 30 et perchés au sommet de la végétation, gonflent leur sac gulaire comme de gros ballons rouges. Ils font vibrer leurs ailes, étalent leur queue, écartent les ailes, érigent les scapulaires et pointent le bec vers le haut, la tête penchée par-derrière pour bien exposer le sac gulaire. Le but de cette parade est d'attirer les faveurs des femelles qui survolent le groupe de mâles perchés. La femelle n'a pas la faculté de gonfler son sac gulaire.
Une étude sur des colibris suggère que l'allongement de la taille de la queue (caractère sexuel secondaire) procure un avantage supérieur vis-à-vis de la reproduction en regard du coût énergétique que constitue la contrainte aérodynamique plus forte pour le vol due à cette taille (théorie du handicap).
De nombreux mâles (notamment chez les oiseaux forestiers dans les frondaisons sombres et enchevêtrées des arbres) arborent des couleurs vives pour attirer les femelles lors des parades nuptiales. Si ce dimorphisme sexuel accusé est un désavantage en ce qui concerne le risque de prédation, il procure un net avantage évolutif au service de l'espèce et non de l'individu, le mâle coloré attirant plus de femelles et assurant une descendance plus élevée.

## Aires de parade

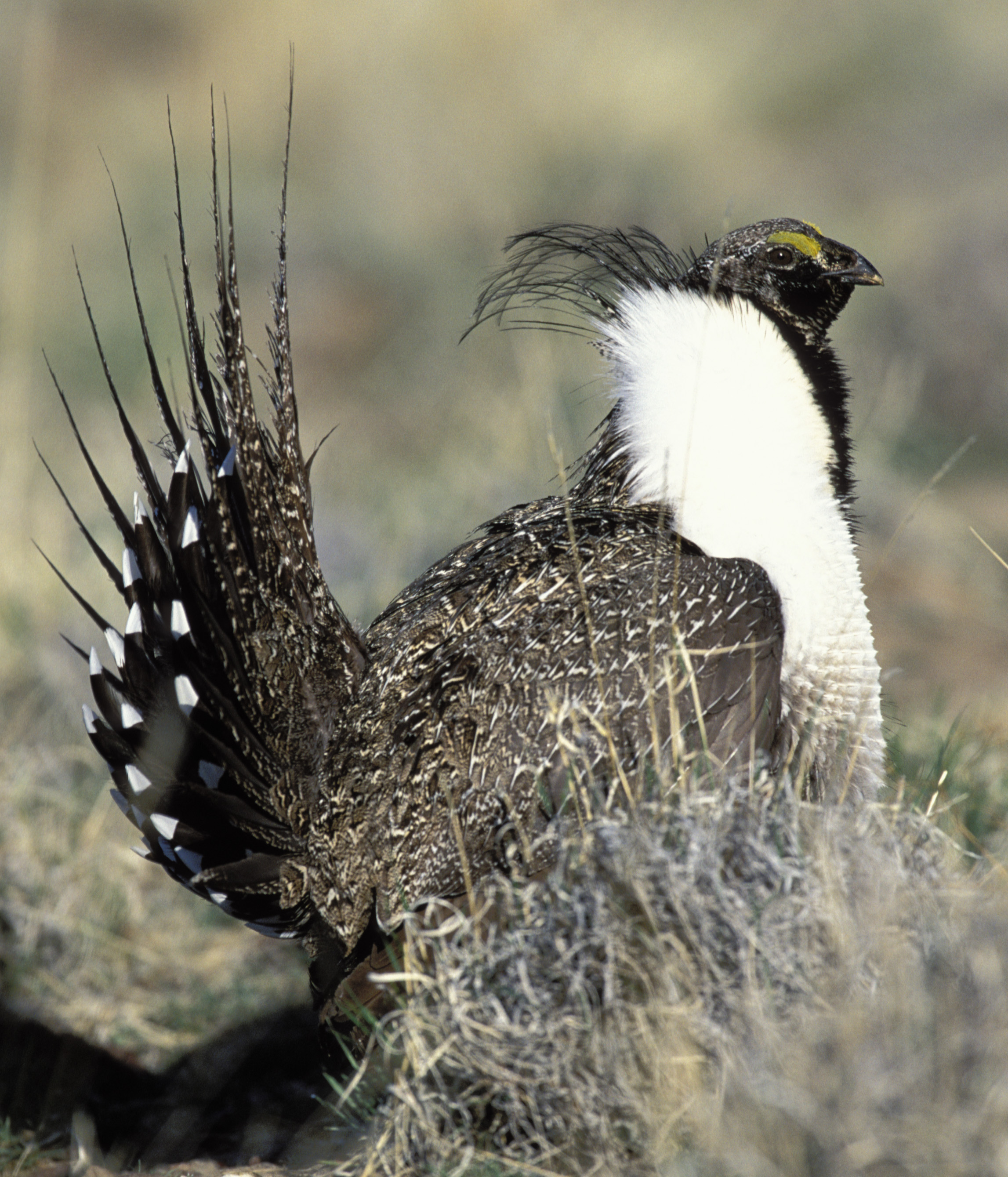
Le collier blanc du Tétras des armoises est formé par le gonflement des sacs vocaux.

Plusieurs espèces exécutent leur parade nuptiale dans des aires de parade. Ces espèces montrent souvent des rituels particulièrement complexes et des plumages flamboyants. Ceci peut être le résultat de la sélection sexuelle qui s'exerce sur la performance et l'apparence des mâles en compétition. Plus un mâle arbore une parure élaborée, plus il augmente sa compétitivité dans l'arène et plus il augmente ses chances de se reproduire.
Le Tétras des armoises, comme plusieurs membres de la famille des Tetraonidae, exécute sa parade dans une aire de parade. Le mâle en parade dresse les plumes de sa queue en éventail puis gonfle et dégonfle ses sacs vocaux en émettant des gloussements. Les sacs vocaux sont des poches de l'œsophage. Les bruits émis pendant la parade sont à la foi vocaux et non vocaux.